# Maimónides
Maimónides, cuyo nombre era Moshé ben Maimón (en hebreo: משה בן מימון‎) o Musa ibn Maymun (en árabe: موسى بن ميمون‎) (Córdoba, al-Ándalus, Imperio almorávide, 30 de marzo de 1135-El Cairo, Egipto ayubí, 12 de diciembre de 1204), fue un judío sefardí considerado uno de los mayores estudiosos de la Torá en la época medieval. Conocido en el judaísmo, y por tanto en hebreo, por el acrónimo RaMBaM (רמב"ם), ejerció de médico, filósofo, astrónomo y rabino en al-Ándalus, Marruecos y Egipto.
La mayoría de los judíos estaban familiarizados con los escritos de Maimónides sobre ley y ética mientras vivió, y llegaron a ser recibidos con elogio y gratitud en lugares tan lejanos como los territorios que en la actualidad ocupan Irak y Yemen. Además, Maimónides se convirtió en el líder de la comunidad judía en Egipto durante el gobierno del sultán Saladino y, póstumamente, fue reconocido como uno de los filósofos rabínicos más relevantes en la historia judaica, siendo sus amplias obras pieza angular de cualquier escuela talmúdica. Este es el caso de su Mishné Torá, que actualmente se mantiene como un referente en autoridad canónica y leyes judaicas, recogiendo también la tradición oral.
Más allá de aparecer en obras históricas judías, Maimónides también figura en textos islámicos referentes a ciencia y se le menciona en gran medida en múltiples investigaciones y estudios. Influenciado por Al-Farabi, Avicena y su contemporáneo Averroes, él mismo se convirtió en un referente para filósofos y científicos musulmanes.

## Biografía

### Córdoba
Maimónides nació en Córdoba al final de la denominada edad de oro de la cultura judía en al-Ándalus, en el seno de una distinguida familia, por vía paterna, de jueces rabínicos, estudiosos y dirigentes comunitarios, documentada desde el siglo X y que pretendía descender del rabí Yehudá Hanasí, de la segunda mitad del siglo II, redactor de la Mishná. Su familia materna, por el contrario, era de humilde condición; su madre, que murió al darle a luz, era la hija de un carnicero; y su padre se volvió a casar. 
Inició ya de pequeño sus estudios bíblicos y talmúdicos en la ciudad de Córdoba, además de filosofía y ciencia, especialmente los autores clásicos griegos de manos de traducciones árabes, y se interesó intensamente en el aprendizaje de la ciencia de la cultura islámica. Maimónides negaba el misticismo, a pesar de que se puede apreciar algún tipo de misticismo en su filosofía. Declaraba que la poesía no era útil al ser humano, ya que estaba sacada del imaginario. Maimónides estudió la Torá gracias a la educación de su padre Maimón, quien a su vez fue alumno del rabino formado en Lucena Joseph ibn Migash.

### Exilio
El Califato almohade conquistó Córdoba en 1148 y terminó con todos los privilegios de los dhimmis, todos aquellos que no eran musulmanes y que gozaban de protección gracias al pago de la yizia. La pérdida de dichos derechos derivó en la conversión de las comunidades judías y cristianas al Islam, a su exilio o pena de muerte. Muchos judíos fueron acusados de falsos conversos, por lo que se les obligó a llevar vestimenta distintiva para tenerlos bajo escrutinio continuo.
Tras deambular la familia de Maimónides por varias provincias del sur de la península, en 1153/1154 se instalaron con toda probabilidad en Almería, donde habrían residido hasta 1157, momento en el cual la ciudad fue tomada por los almohades. Al igual que la mayoría de los judíos, eligieron entonces el exilio. Algunos historiadores sugieren que Maimónides fingió una falsa conversión mientras se escapaba, y que fue invalidada una vez que salió a la luz en Egipto. Tras dejar la península, es muy posible que se trasladara a la Provenza francesa (aunque no se sabe con toda seguridad) antes de ponerse rumbo al Magreb. Tras cinco años viviendo en Fez, hoy Marruecos, Maimónides tuvo que volver a emigrar debido a la intolerancia almohade hacia los judíos en esa época. Es tras el exilio de Fez cuando se publicó su aclamado comentario de la Mishná, entre los años 1166-68.
Después de abandonar Fez, viajó con dos hijos en barco desde Marruecos hasta Acre, que estaba dominada por los cruzados del Reino de Jerusalén y pasó por las ciudades santas de Hebrón y Jerusalén. Además, durante este viaje visitó el Monte del Templo, cuyo día era considerado por él y sus descendientes como sagrado.

### Egipto
Finalmente, tras una breve estancia en Alejandría, se asentó en 1168 en El Cairo, capital del Califato fatimí, y continuó sus estudios en una yeshivá adosada a una pequeña sinagoga que actualmente lleva su nombre. Aun habiendo sido exiliado de al-Ándalus y viviendo en Egipto, Maimónides insistía en calificarse a sí mismo de «sefardí».
Maimónides fue elemental a la hora de rescatar a judíos que se hallaban cautivos durante el asedio del rey cristiano Amalarico I a la ciudad egipcia de Bilbays, ya que envió numerosas cartas a las comunidades judías del Bajo Egipto requiriéndoles recolectar dinero para pagar el rescate. El pago fue administrado por dos jueces que mandaron el dinero hasta el Reino de Jerusalén para negociar con los cruzados, siendo liberados finalmente los aprisionados.

#### Muerte de su hermano

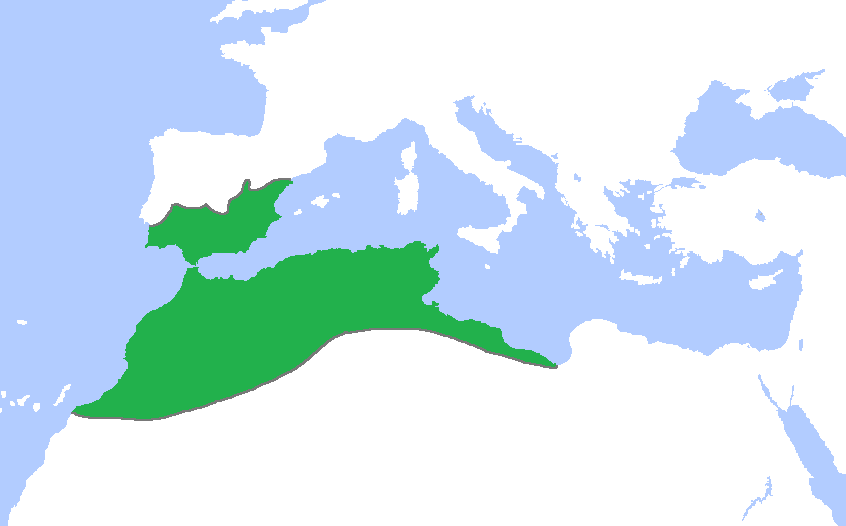
El Califato almohade del que tuvo que huir Maimónides en su máxima extensión alrededor en el.

Como consecuencia de su fama, la familia de Maimónides, queriendo aumentar su patrimonio, le cedió parte del mismo a su hermano, el joven mercader David ben Maimón. Maimónides le indicó a su hermano que únicamente marchara al puerto de Aidhab en el mar Rojo. Sin embargo, a David no le impresionaron los bienes ofrecidos allí y decidió, contra los deseos de su hermano, dirigirse en barco hacia la India, ya que había grandes riquezas en Oriente. Antes de llegar a su destino, David se ahogó en el océano Índico en algún momento entre los años 1169-77. Su muerte fue devastadora para Maimónides, quien llegó incluso a enfermar.
En una carta, encontrada en la Genizá de El Cairo, escribió:

"La gran desdicha que ha caído sobre mí por el resto de mi vida, peor que cualquier otra cosa, fue la pérdida del santo, sea su memoria alabada, quien se ahogó en el océano Índico y llevaba en su poder dinero que me pertenecía a mí, a él, a muchos otros, y me dejó con una niña pequeña y una viuda. El día que recibí la noticia, caí enfermo y estuve en cama sobre un año, con llagas, fiebre y depresión y casi me rendí. Han pasado casi ocho años y todavía estoy de luto y sin consolación. ¿Y cómo podría consolarme? Creció sobre mis rodillas, era mi hermano y mi alumno."
Maimónides

#### Líder de las comunidades judías y médico de Saladino

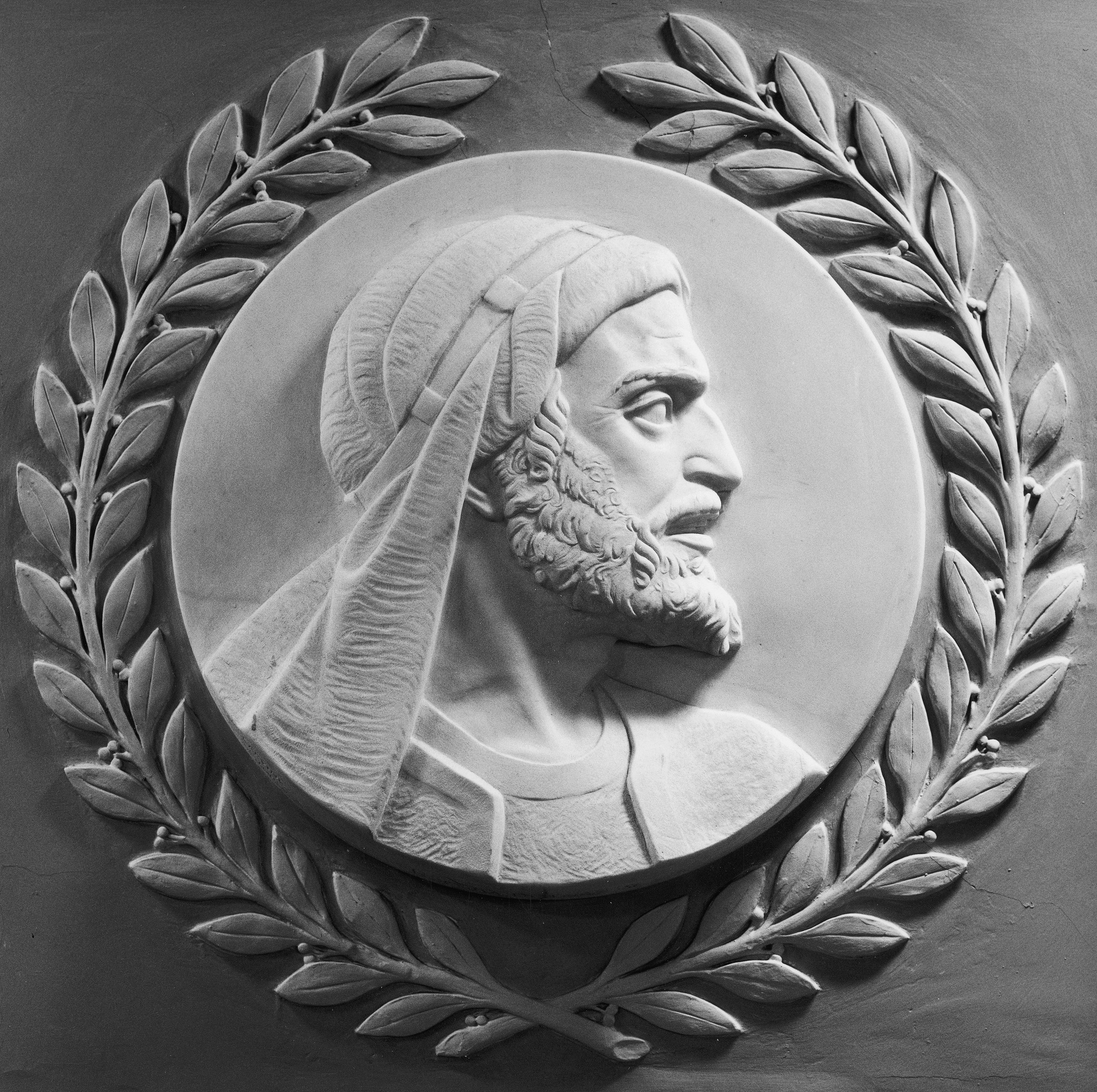
Relieve de Maimónides en la Cámara de Representantes de los Estados Unidos.

En 1171, Maimónides fue designado nagid (líder) de la comunidad judía en Egipto. El arabista Goitein cree que el papel que tuvo en el rescate de los cautivos judíos a manos de los cruzados le llevó a este reconocimiento. Con la pérdida de los fondos del viaje empresarial de su hermano, Maimónides asumió su vocación de médico, por el que también fue muy aclamado y cuya técnica ya había aplicado en Córdoba y Fez. Sus éxitos en este campo lo llevaron a convertirse en médico personal del gran visir Al-Qadi al-Fadil, y más tarde del sultán Saladino y toda la familia real.
Las obras médicas de Maimónides comprenden grandes descripciones del asma, diabetes, hepatitis y neumonía, además de incidir en la moderación y un estilo de vida saludable. Sus tratados llegaron a ser muy influyentes para muchas generaciones de médicos. Se instruyó tanto en la medicina clásica griega como en la coetánea islámica, y siguió los principios del humoralismo de Galeno. No aceptaba la autoridad ciegamente, sino que aplicaba la suya propia con observación y experiencia. Maimónides mostró en sus interacciones con los pacientes características que actualmente se denominarían cuidado intercultural y respeto por la autonomía del paciente. A pesar de que escribió en múltiples ocasiones sobre la soledad como método para acercarse a Dios y ampliar sus reflexiones, dedicó la mayor parte de su vida a cuidar de los demás. En una famosa carta, describe su rutina diaria.

Después de visitar el palacio del sultán, llegaba exhausto y hambriento a casa donde “encontraba las antecámaras llenas de gentiles y judíos… Yo los curaba y les prescribía para sus enfermedades hasta la noche y me hallaba extremadamente débil”.
Maimónides

Incluso en el Sabbat recibiría a miembros de la comunidad, por lo que es bastante notable que pudiera escribir extensos tratados, no solo médicos y de otras disciplinas científicas, sino también de la halaka o ley rabínica y filosofía judaica medieval. El rabino Joseph Caro lo alabó posteriormente, destacando que “Maimónides es el mejor administrador de la ley judía, y todas las comunidades de Israel, Arabia y el Magreb basaron en él sus prácticas y lo consideraron su propio rabino”. En 1173 Maimónides escribió su famosa Epístola a Yemen.

### Muerte

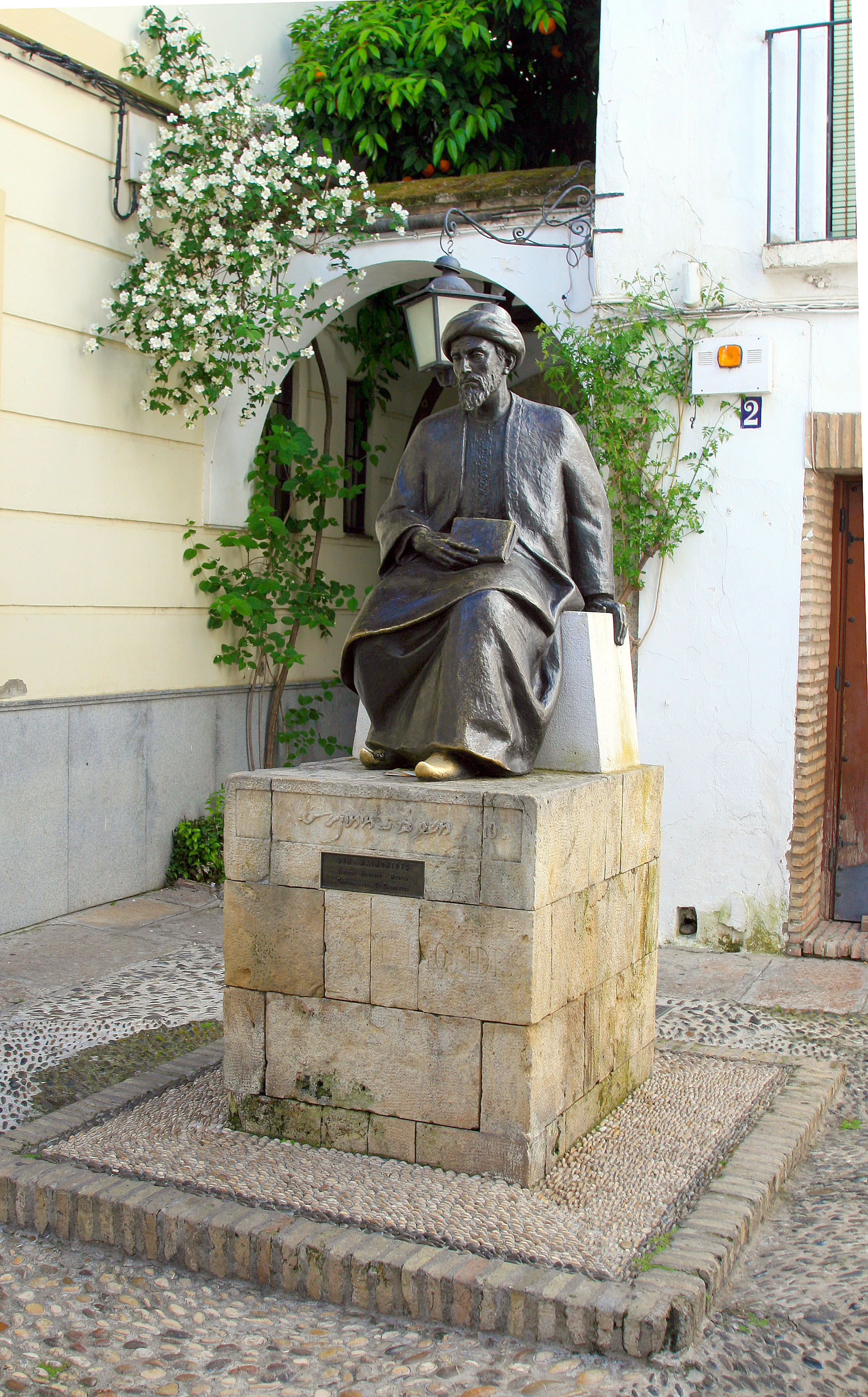
Estatua de Maimónides en su ciudad natal, Córdoba, realizada en 1964 por Amadeo Ruiz Olmos.

Maimónides murió el 12 de diciembre de 1204 en El Cairo. La tradición mantiene que fue enterrado durante un breve tiempo en una sala de estudios (bet midrash) del patio de la sinagoga para, posteriormente, ser exhumado y sus restos trasladados a Tiberíades, donde fue reinhumado. Actualmente este lugar es conocido como la Tumba de Maimónides situado en la costa occidental del mar de Galilea en Israel.
Maimónides y su esposa, la hija de Mishael ben Yeshayahu Halevi, tuvieron un hijo que sobrevivió hasta la adultez llamado Abraham, quien fue reconocido como un gran alumno. Sucedió a Maimónides como nagid y como médico de la corte a la edad de dieciocho años. A lo largo de su carrera, defendió los escritos de su padre contra los críticos. El título de nagid estuvo regido por la familia de Maimónides durante cuatro generaciones hasta finales del siglo XIV.
Algunas tradiciones dicen que Maimónides desciende del rey David, aunque él nunca hizo tal afirmación.

## Trece principios de la fe
En su Comentario de la Mishná (Tratado Sanedrín, capítulo 10), Maimónides formula sus "trece principios de la fe". Resume todos los preceptos que él veía necesarios para ser un buen judío.
1. La existencia de Dios.
2. La unicidad e indivisibilidad de Dios.
3. La espiritualidad de Dios y su incorporeidad.
4. La eternidad de Dios.
5. Solo Dios debe ser el objeto de culto.
6. Revelación de Dios a través de los profetas.
7. La preeminencia de Moisés entre los profetas.
8. La Torá fue entregada a Moisés en el monte Sinaí.
9. La inmutabilidad de la Torá como la Ley de Dios.
10. La consciencia de Dios sobre las acciones humanas.
11. La recompensa de las buenas acciones y el castigo del mal.
12. La venida del Mesías judaico.
13. La resurrección de los muertos.

A pesar de que existen varias teorías, estos principios podrían ser el origen de la expresión "seguir en sus trece", que la Santa Inquisición expresaba cuando juzgaba judíos que continuaban clandestinamente practicando su religión tras la expulsión en 1492.

## Obra

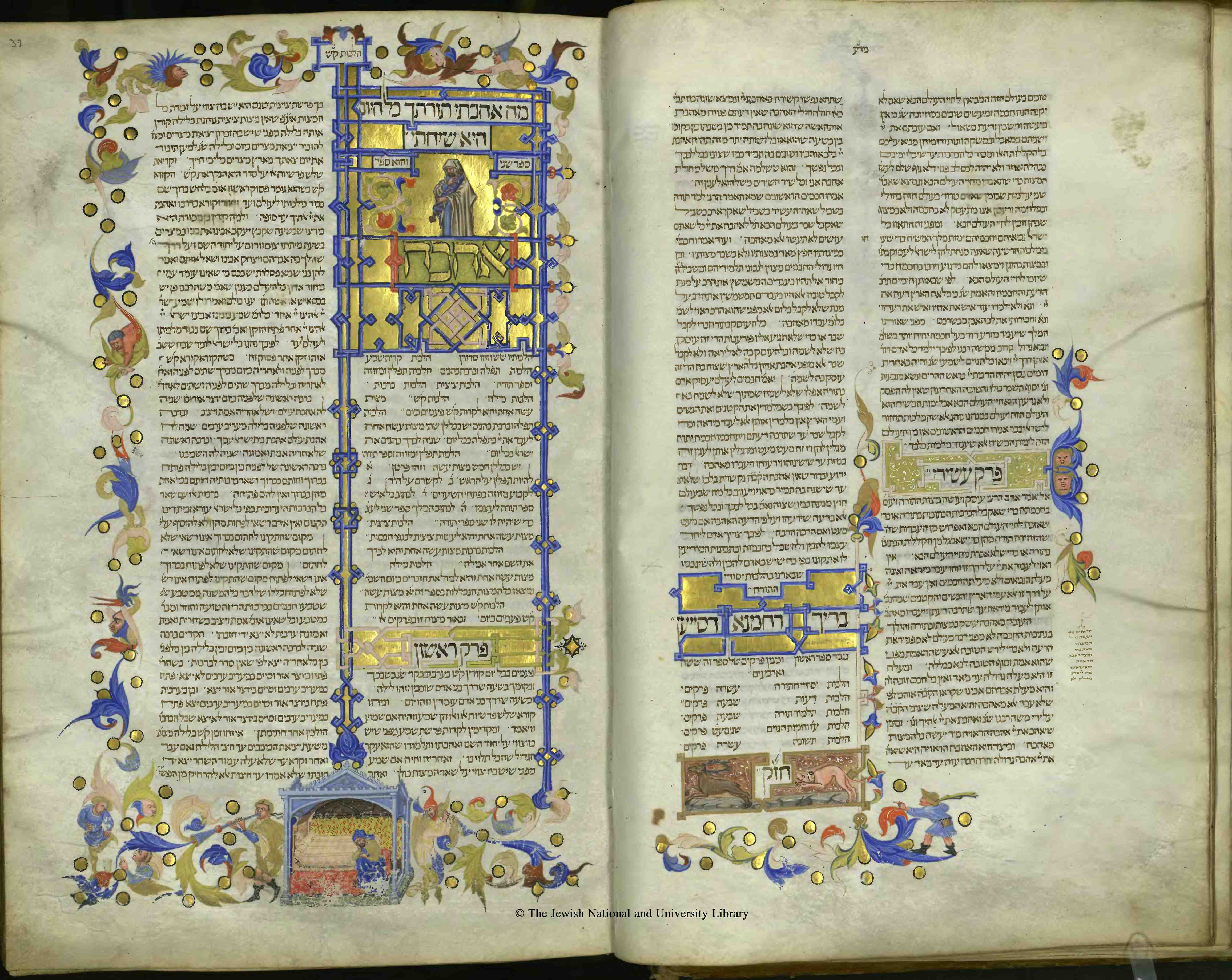
Arte sefardí. Mishné Torá (Maimónides, 1180), manuscrito hebreo copiado en Sefarad, c. 1340, e iluminado por Matteo di Ser Cambio en Perugia en 1400. Páginas del Sefer Ahavah (Libro del Amor [a Dios]), con creyente judío portando la Torá y cubierto por su talit. Jerusalén, Biblioteca Nacional de Israel, Ms. Heb. 4*1193.

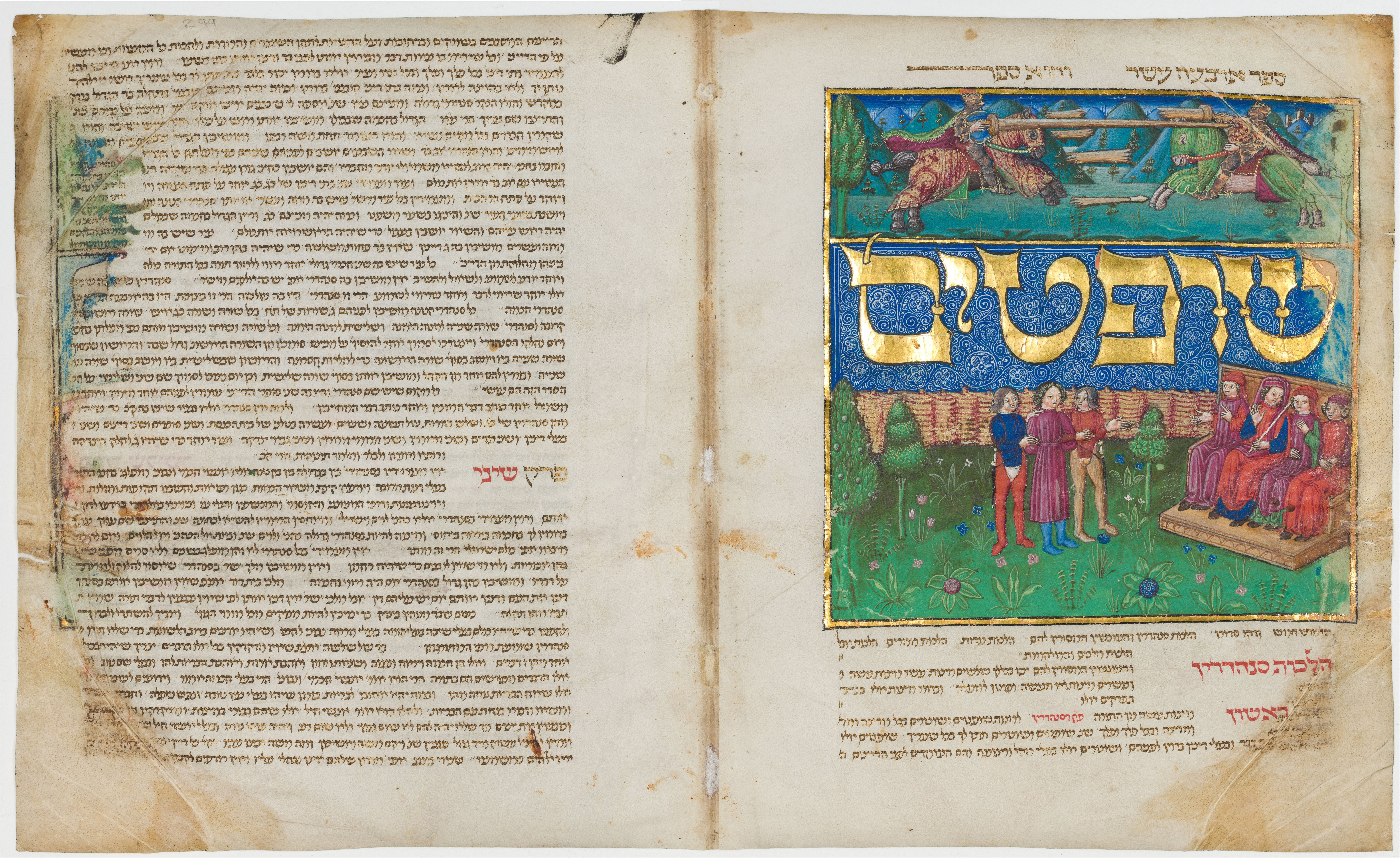
Arte judío. Manuscrito sefarado-asquenazí. Mishné Torá realizado c. 1457. Páginas del Sefer Mishpatim (Libro de las Leyes). Caligrafía asquenazí semicursiva. Museo de Israel (Jerusalén).

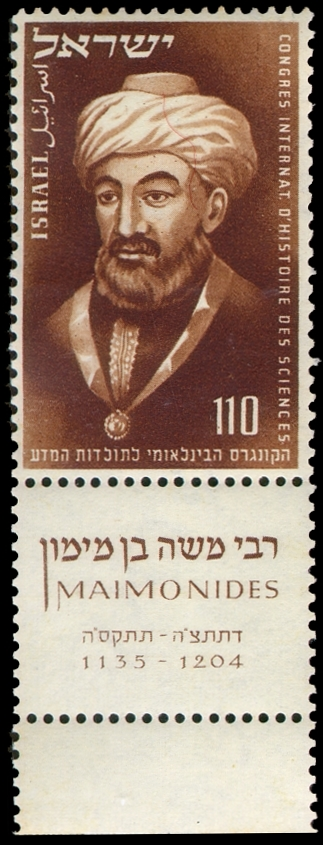
Estampilla israelí con retrato de Maimónides, emitida a raíz del Séptimo Congreso Internacional de Historia de la Ciencia (Jerusalén, 1953).

En su juventud escribió poesías religiosas y una epístola en árabe.
Sobre sus conocimientos en medicina escribió un buen número de tratados, como el que dedicó al sultán Saladino, el Tratado sobre los venenos y sus antídotos (1199), al hijo del sultán, Al-Fadl, Guía de la buena salud (1198) y la Explicación de las alteraciones (1200).
Sus obras mayores de tema rabínico (talmúdico) son dos: un comentario en árabe de la Mishná, El Luminar (1168), también titulado Libro de la elucidación, y la Segunda ley o Repetición de la ley (1180), que constituye su obra magna y consiste en una amplia y minuciosa recopilación por materias de todas las leyes y normas religiosas y jurídicas de la vida judía (es decir, del Talmud). Estas obras tuvieron mucha fama y le otorgaron numerosos discípulos. 
También es autor de obras filosóficas de gran peso en el pensamiento medieval, escritas durante los últimos años de su vida, como el Tratado sobre la resurrección de los muertos (1191). La Guía de los perplejos (1190), incorrectamente apodada Guía de los descarriados, es la clave de su pensamiento filosófico y ejerció una fuerte influencia en círculos tanto judíos como cristianos y sobre todo escolásticos. En ella establece una conciliación entre la fe y la razón, dirigida a quienes vacilan entre las enseñanzas de la religión judía y las doctrinas de la filosofía aristotélica que entonces imperaban, demostrando que no hay contradicción en los puntos en que fe y razón parecen oponerse. Es decir, una conciliación entre el sentido literal de las escrituras y las verdades racionales, acudiendo a la interpretación alegórica en casos de conflicto.
Fue así que surgieron polémicas por parte de "antimaimonistas" —básicamente, por parte de un grupo de musulmanes que pretendían una lectura literal del Corán, los mutallajim— que lo tacharon de racionalista. A pesar de ello fue una obra muy comentada y de gran influencia en el mundo musulmán y la escolástica cristiana, por ejemplo, en Santo Tomás de Aquino.
Como judío en territorio islámico tuvo una vasta formación en ambas culturas: la tradicional judía y la árabe profana (con sus incorporaciones de la griega), a partir de las enseñanzas de su erudito padre Maimum, por lo que escribió obras tanto en hebreo como en árabe, en una prosa que se caracteriza sobre todo por la sistematización y la claridad expositiva.
De Maimónides surge el movimiento intelectual judaico de los siglos XIII y XIV que se extendió por España y el sur de Francia. Partidario del realismo teológico, ha llegado a ser considerado precursor de las ideas de Spinoza, pero filosóficamente no se le considera muy original por seguir básicamente a Aristóteles, apartándose de él en puntos que parecen contradictorios a las creencias y tradiciones judías. Por lo tanto, su carácter es conciliador.

## Versiones deMishné Torá, el código de Maimónides
En el texto de Mishné Torá se agregaron con el correr de los años numerosos errores como será, en el texto de cada precepto, en sus divisiones o en comentarios. Las razones de los errores son de transcripción, que quedaron fijos en el texto. Ediciones en las cuales algunos de los transcriptores “corrigieron” el texto según su entendimiento y la censura de la Iglesia en ciertas naciones europeas (Hashkenaz) que alteró todas las referencias a ella y a sus puntos de vista (por ejemplo en las relaciones matrimoniales) del texto original. Si agregamos a esto el hecho de que el propio Maimónides corrigió el texto en varias oportunidades, nos encontraremos con que el texto actual no representa el original escrito por Maimónides.
Con el propósito de dilucidar el texto correcto y exacto, es necesario basarse en manuscritos y ediciones exactas, que no fueron influenciadas por los transcriptores ni por la censura. En numerosas oportunidades las versiones incorrectas fueron la causa de interrogantes sobre las palabras de Maimónides en su obra El Código de Maimónides, y en cuanto se dilucidó el error en el texto las interrogantes pasaron a ser irrelevantes.
Desde mediados del siglo XX se han impreso cuatro ediciones científicas de la obra:
- La edición de Sabetai Frenkel. Edición en la cual hay comentaristas clásicos junto con otros, y asimismo un conjunto complejo de índices. Hasta ahora se han impreso todos los libros (la obra está dividida en 14 partes según temas. Cada una es llamada “libro”) excepto el libro del Amor (Ahava).

- La edición del Rabino Iosef Kapaj. Edición basada fundamentalmente en manuscritos yemenitas a la que le fue agregada un resumen de los esclarecimientos de los comentaristas de Maimónides en el transcurso de las generaciones.

- La edición “Mano Simple” (Yad Pshuta) del Rabino Nahum Eliezer Rabinovich. Edición basada en varios manuscritos (que cambian de tomo en tomo según su exactitud) con un agregado de comentarios originales. Hasta hoy se ha impreso aproximadamente la mitad de la obra.

- La edición “El Código de Maimónides Exacto” del Rabino Itzjak Shilat. Edición sin comentarios en la cual se encuentran las versiones más conocidas contrapuestas y revisadas. Hasta el momento se editaron cuatro tomos. El plan original es editar dos tomos por año.

La edición que presenta las versiones basadas en manuscritos sin ningún comentario, con numerosos índices y en un único tomo (1000 páginas), fue editada por “Yeshivat Or VeYeshua”.
La edición presenta la versión exacta y revisada del texto basada en la edición del Rabino Iosef Kapaj e incluye las diferencias de versiones más importantes respecto de las ediciones más renombradas.
En el marco del “Proyecto Mishne Tora (El Código de Maimónides)” de la Yeshivat Or VeYeshua, está planeada la edición de una versión de bolsillo, comentada según distintas obras de Maimónides. Hasta el momento fue editado el Libro del Conocimiento.

## Guía de los perplejos

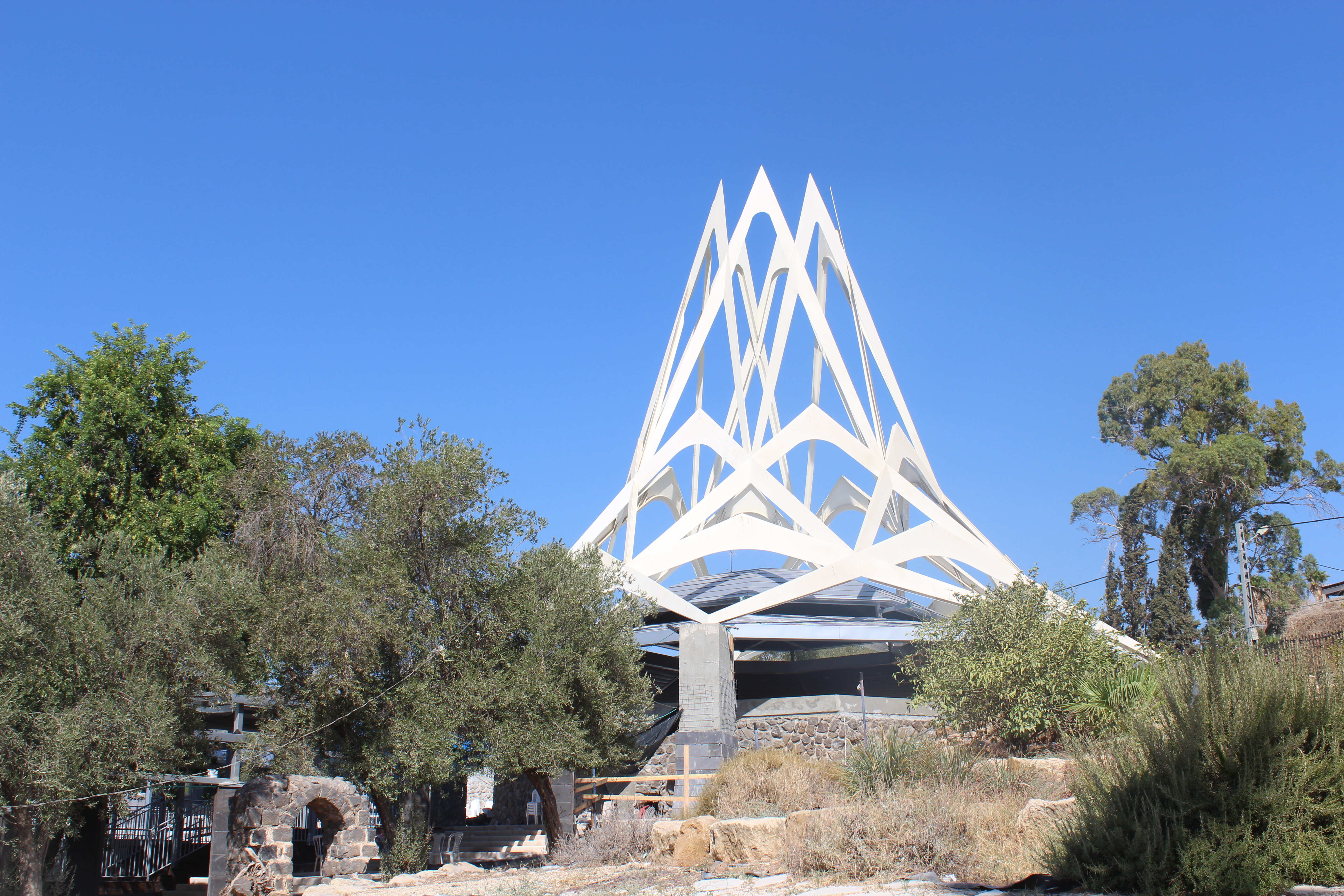
Tumba de Maimónides.

En Guía de los perplejos se encuentra todo su pensamiento filosófico, y respuestas a la escuela peripatética. Las ideas influyeron en Tomás de Aquino y las universidades escolásticas. Las  que influyeron probablemente sobre Alfonso de la Torre en la Visión deleitable son:
- Maimónides distingue tres grupos de seres creados: 
  - Los minerales, las plantas y los seres vivos (incluyendo al hombre), compuestos de materia y forma perecederas.
  - Las esferas y las estrellas, en las cuales la forma es permanente.
  - Los seres dotados de forma, pero sin materia, como son los ángeles.
- Admite la creación como un acto conforme a la esencia divina, el cual abarca todos los seres, no tiene otro fin que a sí mismo y por lo tanto su duración es ilimitada.
- Dice probar la existencia de Dios a partir de argumentos aristotélicos, y afirma su unidad e incorporeidad.
- El alma es una en esencia, pero tiene cinco facultades: la fuerza vital, los sentidos, la imaginación, el apetito (pasiones y voluntad) y la razón (libertad y entendimiento).
- El entendimiento es la facultad que caracteriza al hombre, pero las demás le son comunes con la mayor parte de los animales. Este puede ser pasivo (entendimiento material que sufre la acción de la vida orgánica, es inseparable del cuerpo e individual) o activo (adquirido o comunicado, separado del cuerpo).
- Habla del estado profético, constituido por una iluminación superior a lo que cada uno puede aspirar que produce el máximo de ciencia y dicha, entendiendo la profecía como una emanación de Dios que se extiende por medio del intelecto a la facultad racional y después sobre la facultad imaginativa.
- El hombre es libre y la libertad es una función de la inteligencia, y este intelecto, como forma del alma humana, es inmortal porque no necesita del alma para sus operaciones, sino que entiende separado absolutamente del cuerpo.
- La resurrección de los cuerpos se debe a la fe pero la razón no la puede demostrar aunque tampoco negar y la admite como un milagro compatible con la creación.
- El entendimiento constituye el verdadero fondo de nuestro ser, la parte inmortal del hombre y por eso el hombre debe encaminar todos sus actos a obtener la perfección suprema de esta facultad mediante el conocimiento de Dios; conocer y amar a Dios es el fin último de la vida.
- El hombre es libre y esta libertad, actuando como tal, puede por sus solas fuerzas realizar el bien desinteresadamente.

## Medicina
Las hazañas de Maimónides en el campo de la medicina se conocen a profundidad y son citadas por muchos autores medievales. Una de sus obras sobre medicina más importantes es su Guía de la buena salud (Regimen Sanitis) que escribió en árabe para el sultán al-Afdal, hijo de Saladino, quien sufría depresión. La obra fue traducida al latín y fue publicada en Florencia en 1477, siendo la primera obra sobre medicina en ser impresa allí. Aunque sus prescripciones se han vuelto obsoletas, «sus ideas sobre medicina preventiva, higiene pública, acercamiento al paciente y la preservación de la salud del alma continúan vigentes». Maimónides escribió diez obras sobre medicina en árabe que han sido traducidas por el médico moralista judío Fred Rosner al inglés. Se han celebrado conferencias e investigaciones sobre Maimónides, incluso en el siglo XXI, en algunas universidades de Marruecos.
- Regimen Sanitatis, Suessmann Muntner (ed.), Mossad Harav Kook: Jerusalén 1963 (traducido al hebreo por Moshe Ibn Tibbon) (OCLC 729184001)
- El arte de la curación – Extractos de Galeno (Barzel, 1992, Vol. 5).[41]
- Comentario sobre los aforismos de Hipócrates (Rosner, 1987, Vol. 2; en hebreo: פירוש לפרקי אבוקראט).[42]
- Aforismos médicos de Moisés (Rosner, 1989, Vol. 3) titulado Fusul Musa en árabe ("Capítulos de Moisés," en hebreo: פרקי משה) alberga 1500 aforismos y se describen muchas condiciones médicas.[43]
- Tratado sobre hemorroides (in Rosner, 1984, Vol. 1; en hebreo: ברפואת הטחורים) también habla sobre la digestión y la comida.[44]
- Tratado sobre cohabitación (in Rosner, 1984, Vol. 1) contiene recetas con afrodisíacos y anti-afrodisíacos.
- Tratado sobre asma (Rosner, 1994, Vol. 6) habla sobre el clima y la dieta y su efecto en el asma, además de enfatizar sobre la necesidad de aire puro.[45]
- Tratado sobre los venenos y sus antídotos (in Rosner, 1984, Vol. 1) en un libro temprano sobre toxicología que fue popular durante siglos.
- Régimen de salud (in Rosner, 1990, Vol. 4; en hebreo: הנהגת הבריאות) es un discurso sobre la vida sana y la conexión cuerpo-alma.[46]
- Discurso sobre la explicación de los ataques aboga por la vida sana y la ausencia de la sobreabundancia.
- Glosario de nombres de fármacos (Rosner, 1992, Vol. 7) representa una farmacopea con 405 párrafos con los nombres de medicamentos en árabe, griego, siríaco, persa, bereber y español.[47]

## Influencia y legado

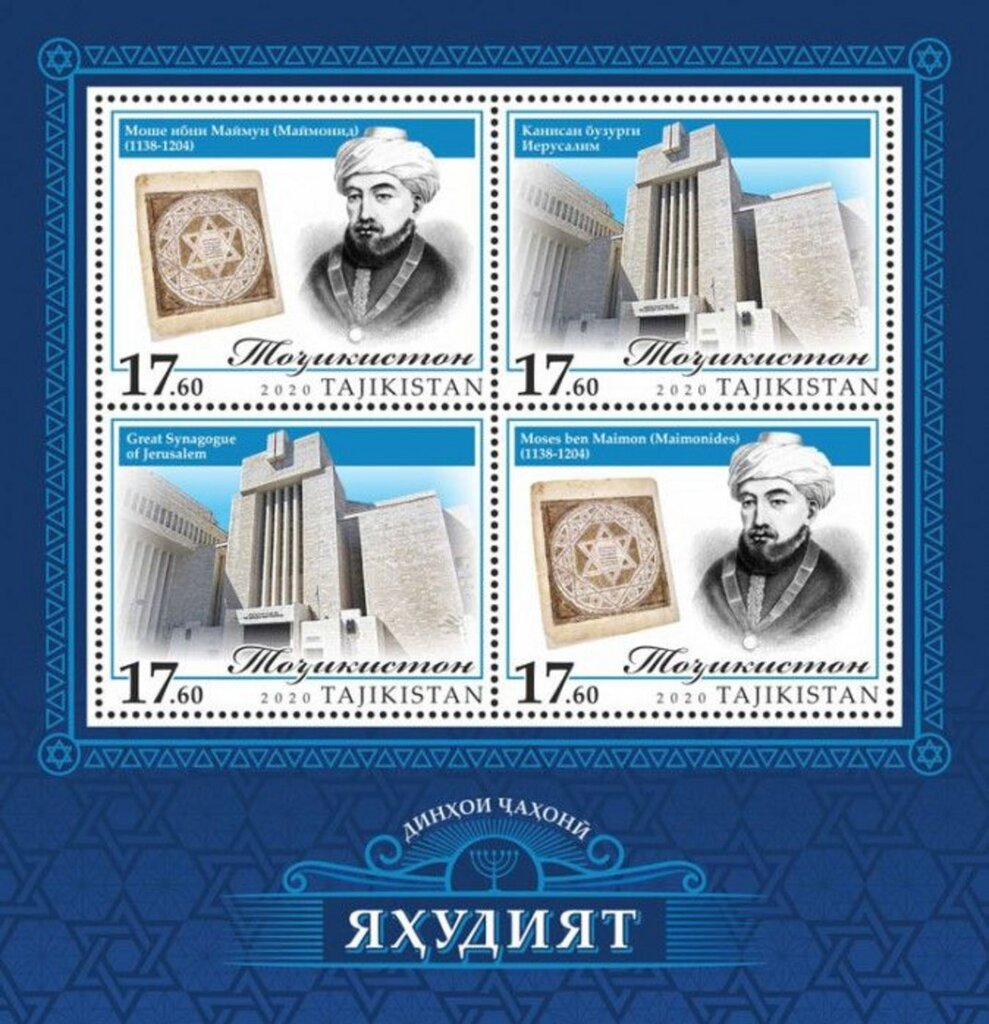
Retrato de Maimónides en sellos postales de Tayikistán (2020).

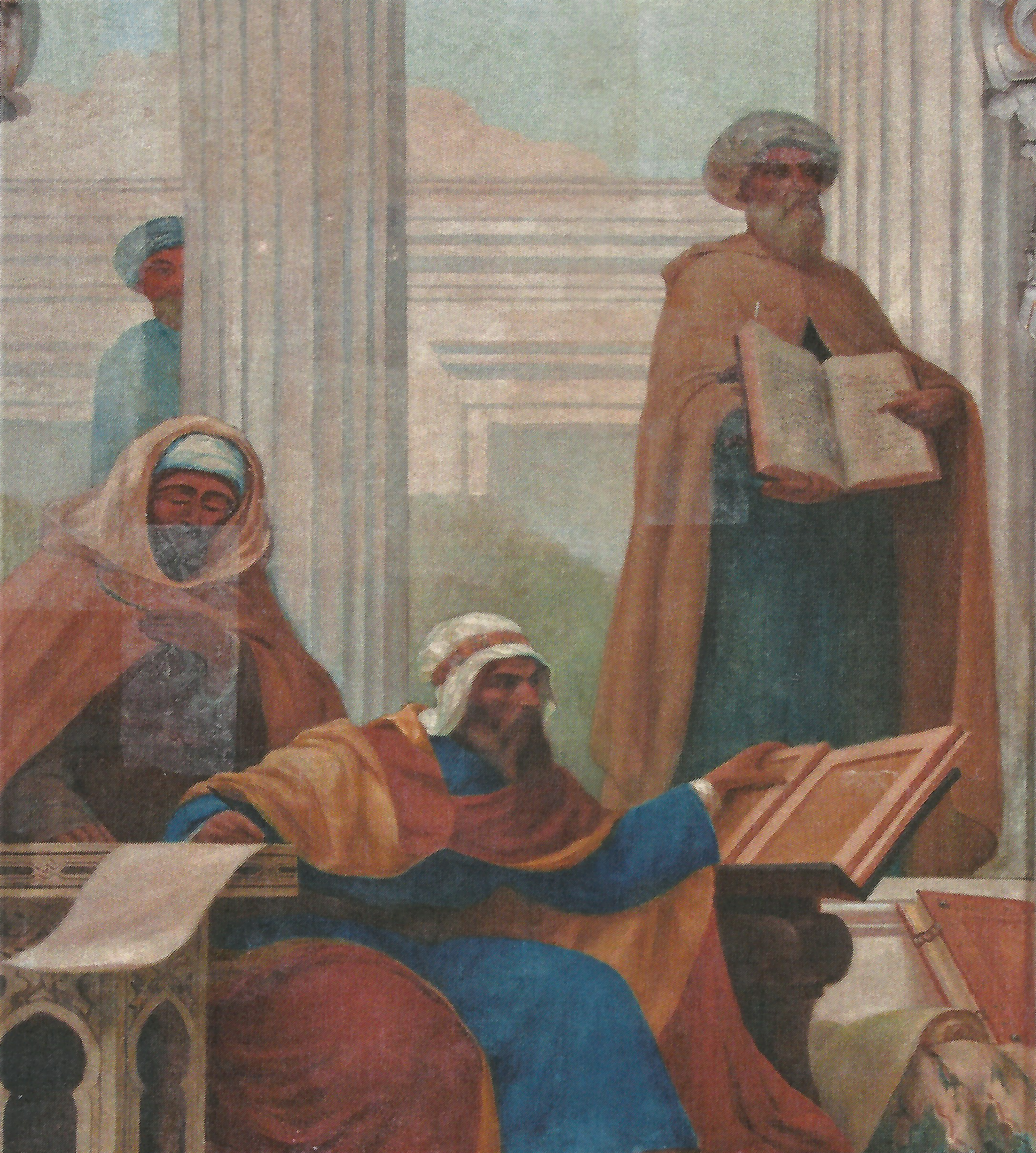
Medicina Árabe, pintura de Veloso Salgado (1906) donde aparece Maimónides de pie.

La Mishné Torá de Maimónides es considerada incluso actualmente por los judíos como una de las obras cumbres de codificación de las leyes y éticas judías. Se considera excepcional debido a su construcción lógica y concisa y su expresión clara, por lo que se ha convertido en una norma contra otras codificaciones más tardías, incluso todavía se estudia en las yeshivás rabínicas. La primera persona que compiló un léxico comprensible ordenado alfabéticamente de la Mishné Torá de Maimónides fue Tanhum ha-Yerushalmi (1220-1291). Un dicho popular medieval que también se muestra en su epitafio expresa: «De Moisés [de la Torá] a Moisés [Maimónides] no hubo otro Moisés».
Asimismo, Maimónides también fue una de las figuras más influyentes en la filosofía medieval judía. Su brillante adaptación del pensamiento aristotélico a la fe hebraica impresionó de gran manera a pensadores judíos posteriores, y tuvo un impacto histórico inmediato. Los judíos que vivieron una centuria tras su muerte, especialmente en España, intentaron aplicar el aristotelismo de Maimónides de formas que chocan con el pensamiento y observancia tradicionalista, dando lugar a una controversia intelectual en los círculos judíos de España y el sur de Francia. La intensidad del debate derivó en intervenciones de la Iglesia católica contra la «herejía» y una confiscación general de los textos rabínicos. Como consecuencia, las interpretaciones más radicales de Maimónides fracasaron, especialmente entre los judíos asquenazíes, donde hubo tendencia a ignorar sus obras filosóficas e insistieron en los textos rabínicos. Estas obras a menudo incluyen capítulos filosóficos o discusiones apoyando la observancia de la Halajá; David Hartman escribe que Maimónides claramente expresó «el tradicional apoyo del entendimiento filosófico de Dios tanto en la Agadá del Talmud y en el comportamiento del judaísmo jasídico». El pensamiento de Maimónides continúa influyendo en los judíos tradicionalistas.
Debido a su búsqueda de síntesis entre Aristóteles y la fe bíblica, Maimónides tuvo una gran influencia en el teólogo cristiano Santo Tomás de Aquino, quien menciona a Maimónides en varias de sus obras, incluyendo el Libri quattuor sententiarum.

### Tributos y homenajes
Maimónides ha sido homenajeado en numerosas ocasiones. En Córdoba, su ciudad natal, se inauguró en 1964 una estatua de su figura realizada por Amadeo Ruiz Olmos, próxima a la Sinagoga de Córdoba. Asimismo, en esta ciudad se encuentra el Instituto Maimónides de Investigación Biomédica de Córdoba.
En Estados Unidos se encuentra un relieve suyo en la Cámara de Representantes, mientras que varios centros universitarios y hospitalarios se denominan en su nombre, incluyendo la Maimonides School en Brookline, Massachusetts, la Maimonides Academy School en Los Ángeles, la Brauser Maimonides Academy en Hollywood (Florida), la Unidad Médica Maimónides en Brooklyn, Nueva York y una área de aprendizaje de la Escuela de Medicina de la Universidad Tufts en Boston.
En Israel, varias calles llevan su nombre, el acrónimo hebreo Rambam, como también el Hospital Universitario Rambam, en Haifa. En 1953, la Compañía Postal de Israel emitió un sello con el rostro de Maimónides. En los billetes de un séquel, la moneda oficial en Israel, apareció en su serie A una ilustración con el rostro de Maimónides en el anverso y su tumba en Tiberíades en el reverso.
Otras instituciones en diversos países han homenajeado a Maimónides adjudicándose su nombre. En Marruecos se halla el Instituto Maimónides en Casablanca, en Buenos Aires, Argentina la Universidad Maimónides y en Montreal, Canadá, uno de los principales centros geriátricos de la región. La Universidad de Hamburgo inauguró en 2015 el Centro Maimónides de Estudios Avanzados.
En 2004 se celebraron conferencias sobre su figura en la Universidad Yale, Universidad Internacional de Florida, Universidad Estatal de Pensilvania y el Hospital Rambam en Israel. Con motivo de las celebraciones del 800 aniversario de su muerte, la Universidad de Harvard publicó un volumen conmemorativo.
En marzo de 2008, durante la conferencia Euromed, los ministros de Turismo de Israel, Marruecos y España acordaron trabajar juntos para en un proyecto común para seguir la huella de Maimónides y crear una ruta turística en las ciudades de Córdoba, Fez y Tiberíades.
Entre diciembre de 2018 y enero de 2019 el Museo de Israel realizó una exposición especial dedicada a los escritos de Maimónides.
En mayo de 2023 durante una revisión de materiales lexicográficos de origen andalusí en la Biblioteca de la Universidad de Cambridge, fue hallado un glosario de términos relacionados con los colores, alimentos básicos y herbáceos escrito en lengua romance por Maimónides.